# Кастусь Юхневич
Кастусь Юхневич (15 грудня 1896 — 14 серпня 1971) — білоруський громадсько-політичний діяч і публіцист.

## Життєпис
Народився в селі Пушкаришки Новоолександрівського повіту Каунаської губернії (нині Браславського району Вітебської області).
Займався кооперацією.
У 1920-х входив до керівництва Білоруського інституту економіки та культури.
З 1926 — член керівництва Білоруського селянського союзу.
Співпрацював з газетою «Селянська нива» і виступав на її сторінках як публіцист.
У 1928–1930 — посол польського сейму.
У середині 30-х — заступник голови Білоруської націонал-соціалістичної партії.
Публікувався у журналі «Новий шлях».
Репресований совєцькою владою.
Після повернення з концтаборів жив у Слонімі.
Загинув у автокатастрофі.